# Karin Burneleit

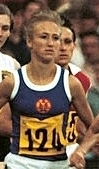
Karin Burneleit, 1972

Karin Burneleit, verheiratete Krebs (* 18. August 1943 in Gumbinnen), ist eine deutsche Leichtathletin (DDR).

## Leben
Karin Burneleit startete für den SC Dynamo Berlin, und ihre Lieblingsdisziplinen waren der 800- und der 1500-Meter-Lauf. Ihren ersten großen Erfolg hatte sie bei den DDR-Hallenmeisterschaften 1966, wo sie über 800 Meter gewann, ebenso 1968. Ebenfalls in der Halle gewann sie 1971 die 1500 Meter.
1968 nahm sie an den Olympischen Spielen in Mexiko-Stadt im 800-Meter-Lauf teil, schied jedoch im Halbfinale aus. 
Ihr größter Erfolg war der Sieg bei den Europameisterschaften 1971 in Helsinki im 1500-Meter-Lauf in der Weltrekordzeit von 4:09,6 min. Sie war damit die erste Läuferin unter 4:10 Minuten. Der Weltrekord wurde am 18. Juli 1972 in Moskau durch Ljudmila Bragina mit einer Zeit von 4:06,9 min gebrochen. Bei den Olympischen Spielen 1972 in München wurde sie Vierte im 1500-Meter-Lauf (4:04,11 min).
1974 lief sie einen weiteren Weltrekord: 2:35,0 min über 1000 Meter.
1972 heiratete sie den Langstreckenläufer Joachim Krebs. Ihre Tochter Nadja war ebenfalls Mittel- und Langstreckenläuferin. Karin Burneleit war nach Ende ihrer Sportlerlaufbahn beim DDR-Leichtathletikverband DVfL beschäftigt. Sie lebt in Hasselfelde (Harz). Seit 1995 ist sie selbständig im Bereich Sport- und Veranstaltungsmanagement tätig.
Karin Burneleit startete für den SC Dynamo Berlin. In ihrer Wettkampfzeit war sie 1,67 m groß und wog 52 kg. 1971 wurde sie in der DDR mit dem Vaterländischen Verdienstorden ausgezeichnet.